# Баремський ярус
| Система/ Період                                                       | Відділ/ Епоха    | Ярус/ Вік           | Вік (млн років) | Вік (млн років) |
| --------------------------------------------------------------------- | ---------------- | ------------------- | --------------- | --------------- |
| Палеоген, P                                                           | Палеоцен, P1     | Данський, P1d       | молодше         | молодше         |
| Крейда, K                                                             | Верхня/Пізня, K2 | Маастрихтський, K2m | 66,0            | 72,1            |
| Крейда, K                                                             | Верхня/Пізня, K2 | Кампанський, K2km   | 72,1            | 83,6            |
| Крейда, K                                                             | Верхня/Пізня, K2 | Сантонський, K2s    | 83,6            | 86,3            |
| Крейда, K                                                             | Верхня/Пізня, K2 | Коньякський, K2k    | 86,3            | 89,8            |
| Крейда, K                                                             | Верхня/Пізня, K2 | Туронський, K2t     | 89,8            | 93,9            |
| Крейда, K                                                             | Верхня/Пізня, K2 | Сеноманський, K2c   | 93,9            | 100,5           |
| Крейда, K                                                             | Нижня/Рання, K1  | Альбський, K1alb    | 100,5           | ~113,0          |
| Крейда, K                                                             | Нижня/Рання, K1  | Аптський, K1apt     | ~113,0          | ~125,0          |
| Крейда, K                                                             | Нижня/Рання, K1  | Баремський, K1br    | ~125,0          | ~129,4          |
| Крейда, K                                                             | Нижня/Рання, K1  | Готерівський, K1g   | ~129,4          | ~132,9          |
| Крейда, K                                                             | Нижня/Рання, K1  | Валанжинський, K1v  | ~132,9          | ~139,8          |
| Крейда, K                                                             | Нижня/Рання, K1  | Беріаський, K1b     | ~139,8          | ~145,0          |
| Юра, J                                                                | Верхня/Пізня, J3 | Титонський, J3tt    | древніше        | древніше        |
| Підрозділи Крейдової системи наведені згідно МКС, станом на 2018 рік. |                  |                     |                 |                 |
| п о р                                                                 |                  |                     |                 |                 |

Ба́ремський вік і я́рус, барем — середній вік та четвертий знизу геологічний ярус ранньокрейдової епохи крейдового періоду. Включає породи, що утворилися протягом баремського віку, який тривав від 129,4 до 125,0 млн років тому. Баремському ярусу передує Готерівський ярус, а за ним слідує Аптський ярус.
Відклади барремського ярусу мають потужність від 1 до 250 м. Переважно глини, аргіліти, алевроліти, пісковики, вапняки, конгломерати. Баремський ярус уперше визначив французький геолог Анрі Кокан (Henry Coquand) 1873 року в околицях селища Баррем (Франція), звідки й назва.

## Поширення
Відклади баремського ярусу поширені в Підмосковному басейні, Поволжі, Північному Кавказі, Копетдазі та в Західній Європі. 
Відклади Б. я. (глини, аргіліти, алевроліти, пісковики, вапняки, конгломерати) поширені в Дніпровсько-Донецькій западині, Карпатах і на Кримському п-ові. Потужність їх від 1-2 до 250 м.

### Україна
В Україні відклади барремського віку поширені в Карпатах, на Кримському півострові та в Дніпровсько-Донецькій западині.

## Фауна
Провідними скам'янілостями Барремського віку є амоніти: Simbirskites decheni, Macroscaphites yvani, Heteroceras astierianum, Oxyteutis, деякі белемніти: Belemnites jasikowianus та інші. 